# МПТ4
МПТ4 — мотовоз погрузочно-транспортный — советский двухосный локомотив с двигателем внутреннего сгорания.

## Конструкция
На передней консоли расположена несущая кабина с грузоподъёмным краном консольного типа.
На задней консоли под капотом находится силовая установка (первоначально — дизельный двигатель У1Д6, современные машины оснащены двигателями ЯМЗ-238 с турбокомпрессором), передающая мощность через клиноременную передачу на трёхфазный генератор, а через гидропередачу и карданный привод — на осевые редукторы колёсных пар и компрессор.
Модель имеет множество модификаций, технические данные которых различаются между собой. На базе МПТ4 также строится автомотриса АДМ1. Также выпускается мотовоз МПТ6 с дизелем, установленным под рамой, что высвобождает место на платформе.

## Технические характеристики
- Габаритные размеры:
  - длина по осям автосцепок — 12960 мм
  - ширина — 3150 мм
  - высота — 5250 мм
  - база — 7000 мм
- Масса конструкционная — не более 30 т
- Ширина колеи — 1520 мм
- Скорость конструкционная на площадке в снаряженном состоянии:
  - режим поездной — 100 км/ч
  - режим маневровый — 50 км/ч
- Мощность силовой установки (ЯМЗ-238) — 220 кВт
- Нагрузка прицепная максимальная, на площадке — 3000 кН
- Грузоподъёмность платформы — 8,0 т
- Грузоподъёмность крана:
  - с дополнительными опорами на вылете 7,5 м — 2,2 т
  - с дополнительными опорами на минимальном вылете стрелы — 5,0 т
  - без дополнительных опор на максимальном вылете стрелы — 1,2 т
- Вылет грузоподъёмного крана:
  - максимальный — 7,5 м
  - минимальный — 1,8 м
- Высота подъёма грузового крюка от уровня верха головок рельсов — 4,0 м
- Пассажировместимость — 11 человек

## Назначение
- погрузка и выгрузка;
- перевозка грузов на прицепных платформах;
- перевозка длинномерных грузов, в том числе рельсов 25 м, на собственной и прицепной платформах;
- перевозка рабочих бригад к месту работ;
- проведение маневровых работ на станционных путях;
- проведение сварочных работ в полевых условиях;
- питание потребителей электроэнергией 380/220 В, 50 Гц;
- питание потребителей воздухом под давлением 8 атм.;
- использование в качестве головной машины в составе комплекса для текущего содержания пути.